# Federica Montseny
Federica Montseny i Mañé (catalansk: [munˈsɛɲ]; født 12. februar 1905, død 14. januar 1994) var en spansk anarkist og intellektuel, der var sundhedsminister i den anden spanske republik (den første kvindelige minister i Spanien). Hun er desuden kendt som digter, roman- og børnebogsforfatter, og som fortaler for anarka-feminisme og anarko-naturisme.

## Barndom og tidligt voksenliv
Montseny blev født den 12. februar 1905 i Madrid. Hendes forældre, Joan Montseny (Federico Urales) og Soledad Gustavo var medredaktører af det anarkistiske tidsskrift La Revista Blanca, og Federica Montseny beskrev sig selv som datter af en familie af gamle anarkister. I 1912 vendte hendes familie hjem til Catalonien, hvor de etablerede et forlag. Montseny blev medlem af den anarkistiske fagforening CNT (Confederación Nacional del Trabajo) og skrev for anarkistiske tidsskrifter som Solidaridad Obrera, Tierra y Libertad and Nueva Senda. Hun indtrådte i 1927 i Federación Anarquista Ibérica (FAI).

## Spanske borgerkrig; sundhedsminister
Under den spanske borgerkrig støttede Montseny den republikanske regering, og afviste voldsudøvelsen i det republikanske område med ordene "en blodtørst, som man ikke tidligere har kunnet forestille sig fra ærlige mennesker". I november 1936 udpegede Francisco Largo Caballero hende som sundhedsminister - den første kvinde med en kabinetspost i Spaniens historie. Hun var således også en af de første kvindelige ministre i Europa (efter den sovjetiske Alexandra Kollontai, den danske Nina Bang og den finske Miina Sillanpää), og som minister forsøgte hun at ændre sundhedssektoren til i højere grad at imødekomme arbejderklassens og de fattiges behov, blandt andet gennem decentralisering og lokale sundhedsplejeprogrammer. Hun blev påvirket af den anarkistiske feministbevægelse, som siden 1920'erne havde fokus på reproduktive rettigheder, og hun var minister, da Félix Martí Ibáñez som generaldirektør for sundheds- og socialvæsen i Generalitat de Catalunya udstedte dekretet, der lovliggjorde abort i Catalonien.
Beslutningen om at gå ind i Folkefrontsregeringen var særdeles vanskelig, blandt andet på grund af hendes families antiautoritære tradition, men Folkefronten blev også bredt kritiseret i anarkistiske kredse, uanset at CNT støttede den for at opretholde en samlet front mod Franco. Både Emma Goldman og Camillo Berneri var højlydte kritikere.

## Eksil
Montseny flyttede i 1939 til Frankrig, hvor hun skrev adskillige bøger, hvoraf kun få var politiske.

## Eksterne links
- Federica Montsenys værker og biografi Arkiveret 13. december 2002 hos  Wayback Machine
- Centre Federica Montseny Arkiveret 2. april 2014 hos  Wayback Machine